# Theodor Endres
Pour les articles homonymes, voir Endres.
Theodor Endres (né le 25 septembre 1876 à Ansbach et mort le 18 janvier 1956 à Traunstein) est un General der Artillerie allemand qui a servi au sein de la Heer dans la Wehrmacht pendant la Seconde Guerre mondiale.
Il a été récipiendaire de la croix de chevalier de la croix de fer. Cette décoration est attribuée pour récompenser un acte d'une extrême bravoure sur le champ de bataille ou un commandement militaire avec succès.

## Biographie
Endres entre le 15 juillet 1897, après avoir le lycée humaniste, comme élève-officier dans le 1er régiment d'artillerie à pied bavarois (de) de l'armée bavaroise à Munich.
Theodor Endres se retire du service actif le 31 janvier 1943.

## Décorations
- Croix de fer (1914)
  - 2e classe
  - 1re classe
- Croix de chevalier de l'ordre royal de Hohenzollern avec glaives
- Croix d'honneur
- Agrafe de la croix de fer (1939)
  - 2e classe (22 septembre 1939)
  - 1re classe (22 juin 1940)
- Médaille du Front de l'Est
- Croix de chevalier de la croix de fer
  - Croix de chevalier le 13 juillet 1940 en tant que Generalleutnant zur Verfüging et commandant de la 212. Infanterie-Division[1]